# Malaconothrus purvisi
Malaconothrus purvisi är en kvalsterart som beskrevs av Malcolm Luxton 1987. Malaconothrus purvisi ingår i släktet Malaconothrus och familjen Malaconothridae. Inga underarter finns listade i Catalogue of Life.